# Okinawa no kiko
Kiko (気功, kikō, feito mental), ou Okinawa no kiko (沖縄の気功), é o termo em japonês pelo qual ficou conhecida a prática do kikō em Oquinaua.
A técnica foi levada ao arquipélago por viajantes chineses, e acabou por se mesclar com as técnicas locais de condicionamento físico e artes de luta, sendo um dos princípios fundamentais do caratê tradicional. A técnica é baseada nos ensinamentos de Bodhidharma, ou Daruma.
Em Oquinaua, as técnicas de trabalho mental, agarramentos e pontos vitais lastreiam-se na «teoria dos meridianos», de Daruma, segundo a qual, a energia vital flui pelo corpo inteiro mormente pela respiração, seguindo por de trilhas bem definidas, chamadas «meridianos».
A priori, trata-se mais de um método para aprimorar a saúde (física e mentalmente), por intermédio do correto e sereno fluxo do ki, desenvolvendo-se nos exercícios rotineiros, consistindo estes em formas de respiração abdominal, em princípio. Pero pode ser usado para melhorar a eficiência dos golpes de luta.